# EastWest Rockers
EastWest Rockers (EWR) – polski zespół i sound system grający muzykę reggae.

## Życiorys
Został założony przez selektora Kubę 1200 w listopadzie 2004 roku. Oprócz niego od początku w składzie zespołu byli wokaliści Grizzulah i Cheeba oraz VJ i selektor JahLaptop. Przez pierwsze pół roku skład grał na imprezach w opolskich klubach. Później zaczęły się pojawiać również propozycje z innych miast. Z czasem sound system zdobywał coraz większe uznanie w środowisku. Pojawiły się kolejne zaproszenia na imprezy i festiwale, także za granicą (m.in trasa po Niemczech i Bałkanach). Zagrali na festiwalach Reggae Seasplash w Chorwacji, LB27 Reggae Camp pod Budapesztem, Nie zabijaj, Ostróda Reggae Festiwal 2005, One Love we Wrocławiu. W październiku 2005 do składu dołączył wokalista Ras Luta.
Na początku 2006 wygrali plebiscyt magazynu Free Colours w kategorii najlepszy polski sound system 2005. Następnie z największą liczbą głosów EWR dostaje się do pojedynku "Soundclash 2006". W czerwcu 2006 Germaican wraz z TamTam Records wydało składankę Polski ogień, na której znalazło się 5 utworów z udziałem członków EWR.
W drugiej połowie 2006 Karrot Kommando wydało ich pierwszy singel 7" Bless Ya / Wielka Energia, a 18 grudnia 2006 pojawił się debiutancki album Ciężkie czasy.
W październiku 2008 zespół podpisał umowę z hip-hopową wytwórnią Prosto znaną z wydawania "ulicznego" hiphopu i wspierania nowych twórców tego gatunku. Płyta zatytułowana Jedyna broń ukazała się 22 grudnia 2008 roku. Jest owocem nagrań w studiu Contrabanda.
8 października 2011 ukazał się trzeci album zespołu zatytułowany eastwest.FM. Materiał został wydany przez wytwórnię Karrot Kommando. 4 października 2012 roku zespół poprzez fanpage na facebooku ogłosił iż zawiesza swoją działalność koncertową na rok.
Po 4 latach przerwy w 2016 członkowie East West Rockers zapowiedzieli powrót do regularnej działalności grupy. Wystąpili nieoczekiwanie na Ostróda Reggae Festiwal 2016. Finalnie ekipa zdecydowała się zaszyć na kilka tygodni w kaszubskim studiu by stworzyć piosenki na kolejny album. We wrześniu 2017 pojawił się singiel i teledysk "Na Horyzont". Jest to pierwsza zapowiedź nadchodzącej produkcji.

## Dyskografia
Albumy
| Ciężkie czasy                  | - Data: 18 grudnia 2006 - Wydawca: Karrot Kommando     | —  |  |  |  |  |  |  |  |
| Jedyna broń                    | - Data: 22 grudnia 2008 - Wydawca: Prosto              | —  |  |  |  |  |  |  |  |
| eastwest.FM                    | - Data: 8 października 2011 - Wydawca: Karrot Kommando | 41 |  |  |  |  |  |  |  |
| "—" pozycja nie była notowana. |                                                        |    |  |  |  |  |  |  |  |
|                                |                                                        |    |  |  |  |  |  |  |  |

Występy gościnne
| Album                              | Rok  | Utwór | Źródło |
| ---------------------------------- | ---- | --- | ------ |
| DJ.B - Mixtape 2008                | 2008 | „Ciężkie czasy” (gościnnie: EastWest Rockers) | [ 5 ]  |
| Junior Stress - L.S.M.             | 2009 | „Sound system” (gościnnie: DJ OK, EastWest Rockers, MadMajk, Ola Monola, Bob One, Bas Tajpan, Frenchman, Marika, Pablopavo, Natty B, Mista Pita, Grubson) | [ 6 ]  |
| Sidney Polak - Cyfrowy styl życia  | 2009 | „Blask” (gościnnie: EastWest Rockers) | [ 7 ]  |
| Mrozu - Miliony monet              | 2009 | „Los na szali” (gościnnie: EastWest Rockers) | [ 8 ]  |
| Fatum Crew - Do przodu stale       | 2009 | „Do końca naszych dni” (gościnnie: EastWest Rockers) | [ 9 ]  |
| Maleo Reggae Rockers - Addis Abeba | 2009 | „Reggae Radio” (gościnnie: EastWest Rockers) | [ 10 ] |
| WhiteHouse - Kodex 4               | 2012 | „Nie mogę zasnąć” (gościnnie: EastWest Rockers) | [ 11 ] |

Kompilacje różnych wykonawców
| Album               | Rok  | Utwór | Źródło |
| ------------------- | ---- | --- | ------ |
| Prosto Mixtape 600V | 2010 | EastWest Rockers, Soundkail - „Bez Ciśnień (Prosto Remix)” EastWest Rockers, Sokół, Marika - „Mój Głos (Mothaship Remix)” | [ 12 ] |

## Teledyski
| Utwór                                                             | Rok  | Reżyseria                     | Album              | Źródło |
| ----------------------------------------------------------------- | ---- | ----------------------------- | ------------------ | ------ |
| „Dokąd tak biegniesz”                                             | 2007 | —                             | Ciężkie czasy      | [ 13 ] |
| „Łap oddech”                                                      | 2009 | —                             | Jedyna broń        | [ 14 ] |
| „Na imprezę” (gościnnie: Konshens)                                | 2011 | Łukasz Rusinek                | eastwest.FM        | [ 15 ] |
| „Kawałek szczęścia”                                               | 2011 | Łukasz Tunikowski, Dirt Video | eastwest.FM        | [ 16 ] |
| „Będę na pewno”                                                   | 2012 | —                             | eastwest.FM        | [ 17 ] |
| „Na horyzont”                                                     | 2017 | —                             | —                  | [ 18 ] |
| Gościnnie                                                         |      |                               |                    |        |
| Sidney Polak – „Blask” (gościnnie: EastWest Rockers)              | 2009 | —                             | Cyfrowy styl życia | [ 19 ] |
| Fatum Crew – „Do końca naszych dni” (gościnnie: EastWest Rockers) | 2010 | —                             | Do przodu stale    | [ 20 ] |